# Ruben Bjorkman
Reuben Eugene "Rube" Bjorkman, född 27 februari 1929 i Roseau i Minnesota, är en amerikansk före detta ishockeyspelare.
Bjorkman blev olympisk silvermedaljör i ishockey vid vinterspelen 1952 i Oslo.